# Список основателей Канадской конфедерации
Кана́дская конфедера́ция была образована по указу королевы Великобритании Виктории 1 июля 1867 года после ряда предварительных конференций: Шарлоттаунская конференция проходила с 1 по 9 сентября 1864 года в столице Острова Принца Эдуарда Шарлоттауне, Квебекская конференция — с 10 по 26 октября 1864 года в Квебеке, Лондонская конференция — с декабря 1866 по март 1867 года в Великобритании. Несмотря на то, что в конференциях принимали участие представители Онтарио, Квебека, Новой Шотландии, Нью-Брансуика, Ньюфаундленда и Острова Принца Эдуарда, в Канадскую конфедерацию в июле 1867 года вошли только первые четыре провинции.
Первоначально отцами конфедерации являлись те, кто присутствовал хотя бы на одной из этих конференций. Позднее к ним стали также причислять политиков, внёсших значительный вклад в расширение состава конфедерации как до, так и после конференций, другие источники называют их основателями конфедерации.

## Отцы конфедерации
Ниже представлен список всех 36 участников конференций в алфавитном порядке с указанием принадлежности к провинции и участием в отдельных конференциях.
| Имя                                                                  | Годы жизни  | Портрет | Субъект               | Шарлоттаун | Квебек    | Лондон    |
| -------------------------------------------------------------------- | ----------- | ------- | --------------------- | ---------- | --------- | --------- |
| Адамс Джордж Арчибальд Adams George Archibald                        | (1814—1892) |         | Новая Шотландия       | зелёная ✓  | зелёная ✓ | зелёная ✓ |
| Джордж Браун George Brown                                            | (1818—1880) |         | Онтарио               | зелёная ✓  | зелёная ✓ | ❌        |
| Александр Тилло Галт Alexander Tilloch Galt                          | (1817—1893) |         | Квебек                | зелёная ✓  | зелёная ✓ | зелёная ✓ |
| Уильям Александр Генри William Alexander Henry                       | (1816—1888) |         | Новая Шотландия       | зелёная ✓  | зелёная ✓ | зелёная ✓ |
| Джон Гамильтон Грей John Hamilton Gray                               | (1814—1889) |         | Нью-Брансуик          | зелёная ✓  | зелёная ✓ | ❌        |
| Джон Гамильтон Грей John Hamilton Gray                               | (1811—1887) |         | Остров Принца Эдуарда | зелёная ✓  | зелёная ✓ | ❌        |
| Джон Мерсер Джонсон John Mercer Johnson                              | (1818—1868) |         | Нью-Брансуик          | зелёная ✓  | зелёная ✓ | зелёная ✓ |
| Роберт Барри Дикки Robert Barry Dickey                               | (1811—1903) |         | Новая Шотландия       | зелёная ✓  | зелёная ✓ | ❌        |
| Фредерик Боукер Террингтон Картер Frederick Bowker Terrington Carter | (1819—1900) |         | Ньюфаундленд          | ❌         | зелёная ✓ | ❌        |
| Жорж-Этьен Картье George-Étienne Cartier                             | (1814—1873) |         | Квебек                | зелёная ✓  | зелёная ✓ | зелёная ✓ |
| Джеймс Кокберн James Cockburn                                        | (1819—1883) |         | Онтарио               | ❌         | зелёная ✓ | ❌        |
| Джордж Коулс George Coles                                            | (1810—1875) |         | Остров Принца Эдуарда | зелёная ✓  | зелёная ✓ | ❌        |
| Александр Кэмпбелл Alexander Campbell                                | (1822—1892) |         | Онтарио               | зелёная ✓  | зелёная ✓ | ❌        |
| Эктор-Луи Ланжевен Hector-Louis Langevin                             | (1826—1906) |         | Квебек                | зелёная ✓  | зелёная ✓ | зелёная ✓ |
| Томас Дарси Макги Thomas D’Arcy McGee                                | (1825—1868) |         | Квебек                | зелёная ✓  | зелёная ✓ | ❌        |
| Уильям Макдугалл William McDougall                                   | (1822—1905) |         | Онтарио               | зелёная ✓  | зелёная ✓ | зелёная ✓ |
| Джон Александер Макдональд John Alexander Macdonald                  | (1815—1891) |         | Онтарио               | зелёная ✓  | зелёная ✓ | зелёная ✓ |
| Эндрю Арчибальд Макдональд Andrew Archibald Macdonald                | (1829—1912) |         | Остров Принца Эдуарда | зелёная ✓  | зелёная ✓ | ❌        |
| Джонатан Маккалли Jonathan McCully                                   | (1809—1877) |         | Новая Шотландия       | зелёная ✓  | зелёная ✓ | зелёная ✓ |
| Питер Митчелл Peter Mitchell                                         | (1824—1899) |         | Нью-Брансуик          | ❌         | зелёная ✓ | зелёная ✓ |
| Оливер Моуат Oliver Mowat                                            | (1820—1903) |         | Онтарио               | ❌         | зелёная ✓ | ❌        |
| Эдвард Палмер Edward Palmer                                          | (1809—1889) |         | Остров Принца Эдуарда | зелёная ✓  | зелёная ✓ | ❌        |
| Уильям Генри Поуп William Henry Pope                                 | (1825—1879) |         | Остров Принца Эдуарда | зелёная ✓  | зелёная ✓ | ❌        |
| Джон Уильям Ритчи John William Ritchie                               | (1808—1890) |         | Новая Шотландия       | ❌         | ❌        | зелёная ✓ |
| Уильям Генри Стивс William Henry Steeves                             | (1814—1873) |         | Нью-Брансуик          | зелёная ✓  | зелёная ✓ | ❌        |
| Чарльз Таппер Charles Tupper                                         | (1821—1915) |         | Новая Шотландия       | зелёная ✓  | зелёная ✓ | зелёная ✓ |
| Этьен-Паскаль Таше Étienne-Paschal Taché                             | (1795—1865) |         | Квебек                | ❌         | зелёная ✓ | ❌        |
| Сэмюел Леонард Тилли Samuel Leonard Tilley                           | (1818—1896) |         | Нью-Брансуик          | зелёная ✓  | зелёная ✓ | зелёная ✓ |
| Роберт Данкен Уилмот Robert Duncan Wilmot                            | (1809—1891) |         | Нью-Брансуик          | ❌         | ❌        | зелёная ✓ |
| Эдвард Уэлан Edward Whelan                                           | (1824—1867) |         | Остров Принца Эдуарда | ❌         | зелёная ✓ | ❌        |
| Чарльз Фишер Charles Fisher                                          | (1808—1880) |         | Нью-Брансуик          | ❌         | зелёная ✓ | зелёная ✓ |
| Томас Хит Хэвиленд Thomas Heath Haviland                             | (1822—1895) |         | Остров Принца Эдуарда | ❌         | зелёная ✓ | ❌        |
| Уильям Пирс Хауленд William Pearce Howland                           | (1821—1907) |         | Онтарио               | ❌         | ❌        | зелёная ✓ |
| Эдвард Бэррон Чендлер Edward Barron Chandler                         | (1800—1880) |         | Нью-Брансуик          | зелёная ✓  | зелёная ✓ | ❌        |
| Жан-Шарль Шапе Jean-Charles Chapais                                  | (1811—1885) |         | Квебек                | ❌         | зелёная ✓ | ❌        |
| Эмброуз Ши Ambrose Shea                                              | (1815—1905) |         | Ньюфаундленд          | ❌         | зелёная ✓ | ❌        |

## Основатели конфедерации
Ниже представлен список политиков, которые не участвовали в конференциях, но внесли весомый вклад в становление конфедерации и пополнение её новыми членами.
| Имя                                                                                           | Годы жизни  | Портрет | Субъект               | Примечания |
| --------------------------------------------------------------------------------------------- | ----------- | ------- | --------------------- | --- |
| Джон Амагоалик John Amagoalik                                                                 | (1947—)     | Канада  | Нунавут               | С 1993 года был главой комиссии по созданию Нунавута. |
| Джек Анавак Jack Anawak                                                                       | (1950—)     | Канада  | Нунавут               | Переходный комиссар Нунавута. |
| Джордж Хедли Викарс Балья George Hedley Vicars Bulyea                                         | (1859—1928) |         | Альберта Саскачеван   | Первый лейтенант-губернатор Альберты. |
| Джон Блэк John Black                                                                          | (1817—1879) | Канада  | Манитоба              | Участвовал в мирных переговорах во время восстания на Ред-ривер.                                                                                             |
| Роберт Болдуин Robert Baldwin                                                                 | (1804—1858) |         | Онтарио               | Возглавлял «Великое министерство», объединившее Верхнюю и Нижнюю Канады.                                                                                     |
| Фредерик Гордон Брэдли Frederick Gordon Bradley                                               | (1886—1966) | Канада  | Ньюфаундленд          | Участвовал в присоединении Ньюфаундленда к Канаде, член оттавской делегации.                                                                                 |
| Фредерик Уильям Алпин Гордон Голтейн Frederick William Alpin Gordon Haultain                  | (1857—1942) |         | Альберта Саскачеван   | Первый премьер-министр Северо-западных территорий. Выступал за выделение провинций Альберта и Саскачеван из состава территорий.                              |
| Артур Гамильтон Гордон Arthur Hamilton Gordon                                                 | (1829—1912) |         | Нью-Брансуик          | Ответственный за проведение Шарлоттаунской конференции. Лейтенант-губернатор Нью-Брансуика.                                                                  |
| Томас Дуглас, 5-й граф Селкерк Thomas Douglas, 5th Earl of Selkirk                            | (1771—1820) |         | Манитоба              | Основатель поселений на Ред-ривер. |
| Питер Иттинуар Peter Ittinuar                                                                 | (1950—)     | Канада  | Нунавут               | Первый член парламента Канады инуитского происхождения. |
| Тагак Кёрли Tagak Curley                                                                      | (1944—)     | Канада  | Нунавут               | Основатель Inuit Tapiriit Kanatami. |
| Амор Де Космос Amor De Cosmos                                                                 | (1825—1897) |         | Британская Колумбия   | Второй премьер-министр Британской Колумбии. Организатор конференции по её объединению с конфедерацией.                                                       |
| Джеймс Генри Крейг James Henry Craig                                                          | (1748—1812) |         | Квебек                | Генерал-губернатор провинции Канада. Выступал за усиление иммиграции в страну из Великобритании и США.                                                       |
| Хосе Кусугак Jose Kusugak                                                                     | (1950—2011) | Канада  | Нунавут               | Автор инуитской письменности. |
| Жозеф-Эдуар Кушон Joseph-Édouard Cauchon                                                      | (1816—1885) |         | Квебек                | Мэр Квебека. В 1865 году опубликовал работу «Объединение провинций Британской Северной Америки» (англ. The union of the provinces of British North America). |
| Луи-Ипполит Лафонтен Louis-Hippolyte Lafontaine                                               | (1807—1864) |         | Квебек                | Премьер-министр Канады Восток. |
| Давид Лиард David Laird                                                                       | (1833—1914) |         | Остров Принца Эдуарда | Первый лейтенант-губернатор Северо-западных территорий. Заключил ряд соглашений с индейцами Канады.                                                          |
| Джон Джордж Лэмбтон, 1-й граф Дарем John George Lambton, 1st Earl of Durham                   | (1792—1840) |         | Онтарио               | Один из основателей провинции Канада. |
| Джон Санфилд Макдональд John Sandfield Macdonald                                              | (1812—1872) |         | Онтарио               | Первый премьер-министр Онтарио. |
| Уильям Лайон Маккензи William Lyon Mackenzie                                                  | (1795—1861) |         | Онтарио               | Лидер восстания в Верхней Канаде. |
| Хелен Мамаяок Максагак Helen Mamayaok Maksagak                                                | (1931—2009) | Канада  | Нунавут               | Первый комиссар Нунавута. |
| Уильям Малок William Mulock                                                                   | (1844—1944) |         | Альберта Саскачеван   | Выступал за выделение провинций Альберта и Саскачеван из состава Северо-Западных территорий.                                                                 |
| Пол Окалик Paul Okalik                                                                        | (1964—)     |         | Нунавут               | Первый премьер-министр Нунавута. |
| Луи-Жозеф Папино Louis-Joseph Papineau                                                        | (1786—1871) |         | Квебек                | Лидер восстания Патриотов (восстание в Нижней Канаде). |
| Джеймс Колледж Поуп James Colledge Pope                                                       | (1826—1885) |         | Остров Принца Эдуарда | Первый премьер-министр провинции Остров Принца Эдуарда. |
| Луи Риель Louis Riel                                                                          | (1844—1885) |         | Манитоба              | Борец за права метисов, предводитель восстания на Ред-ривер. Спорная фигура в канадской истории из-за бегства в США.                                         |
| Ноель-Жозеф Ришо Noël-Joseph Ritchot                                                          | (1825—1905) |         | Манитоба              | Священник, сыгравший важную роль в переговорах во время восстания на Ред-ривер.                                                                              |
| Джон Робсон John Robson                                                                       | (1824—1892) |         | Британская Колумбия   | Видный политический деятель Британской Колумбии после её присоединения к конфедерации.                                                                       |
| Джеймс Гамильтон Росс James Hamilton Ross                                                     | (1856—1932) |         | Альберта Саскачеван   | |
| Джон Росс John Ross                                                                           | (1818—1871) | Канада  | Онтарио               | Второй спикер сената Канады. |
| Чарльз-Рене-Леонидас д’Айремберри Де Салаберри Charles-René-Léonidas d’Irumberry de Salaberry | (1820—1882) |         | Манитоба              | Один из участников мирных переговоров во время восстания на Ред-ривер.                                                                                       |
| Клиффорд Сифтон Clifford Sifton                                                               | (1861—1929) |         | Альберта Саскачеван   | Министр внутренних дел во время выделения провинций. |
| Альфред Генри Скотт Alfred Henry Scott                                                        | (1840—1872) | Канада  | Манитоба              | Один из участников восстания на Ред-ривер. |
| Томас Уолтер Скотт Thomas Walter Scott                                                        | (1867—1938) |         | Саскачеван            | Первый премьер-министр Саскачевана. |
| Джозеф Робертс Смолвуд Joseph Roberts Smallwood                                               | (1900—1991) |         | Ньюфаундленд          | Первый премьер-министр Ньюфаунденда. |
| Самуэл Бенфилд Стил Samuel Benfield Steele                                                    | (1849—1919) |         | Юкон                  | Командовал Северо-Западной конной полицией на территории Юкона во время золотой лихорадки.                                                                   |
| Александр-Антонин Таше Alexandre-Antonin Taché                                                | (1823—1904) |         | Манитоба              | Миссионер, архиепископ. По его инициативе к урегулированию восстания на Ред-ривер были привлечены священники.                                                |
| Жозеф-Шарль Таше Joseph-Charles Taché                                                         | (1820—1894) |         | Квебек                | Освещал конференции по объединению, подробно описывая принятые резолюции.                                                                                    |
| Жан-Баптист Тибо Jean-Baptiste Thibault                                                       | (1810—1879) |         | Манитоба              | Священник. Один из участников мирных переговоров во время восстания на Ред-ривер.                                                                            |
| Алберт Джозеф Уолш Albert Joseph Walsh                                                        | (1900—1958) | Канада  | Ньюфаундленд          | Первый лейтенант-губернатор Ньюфаундленда в составе конфедерации.                                                                                            |
| Джеймс Морроу Уолш James Morrow Walsh                                                         | (1840—1905) |         | Юкон                  | Первый комиссар Юкона. |
| Чарльз Фитцпатрик Charles Fitzpatrick                                                         | (1853—1942) |         | Альберта Саскачеван   | Главный судья Канады. Во время образования провинций был министром юстиции.                                                                                  |
| Джон Себастьян Хелмкен John Sebastian Helmcken                                                | (1824—1920) |         | Британская Колумбия   | Один из инициаторов вступления Британской Колумбии в конфедерацию.                                                                                           |

## Противники конфедерации
| Имя                                                 | Годы жизни  | Портрет | Субъект         | Примечания                                                |
| --------------------------------------------------- | ----------- | ------- | --------------- | --------------------------------------------------------- |
| Чарльз Джеймс Фокс Беннет Charles James Fox Bennett | (1793—1883) |         | Ньюфаундленд    | Премьер-министр Ньюфаундленда. Противник конфедерации.    |
| Антуан-Эме Дорион Antoine-Aimé Dorion               | (1818—1891) |         | Квебек          | Премьер-министр провинции Канада. Противник конфедерации. |
| Жан-Батист-Эрик Дорион Jean-Baptiste-Éric Dorion    | (1826—1866) |         | Квебек          | Противник конфедерации.                                   |
| Питер Джон Кашин Peter John Cashin                  | (1890—1977) | Канада  | Ньюфаундленд    | Противник вхождения Ньюфаундленда в состав конфедерации.  |
| Джозеф Хоу Joseph Howe                              | (1804—1873) |         | Новая Шотландия | Противник конфедерации.                                   |